# Associació Sud-asiàtica per a la Cooperació Regional
L'Associació Sud-asiàtica per a la Cooperació Regional (SAARC, de l'anglès South Asian Association for Regional Cooperation) és una organització intergovernamental reginonal i una unió geopolítica d'estats situada a l'Àsia meridional. L'associació es va fundar el 8 de desembre de 1985 a Dhaka. Actualment consta de vuit països de l'Àsia meridional dels quals Afganistan va ingressar com a vuitè membre el 3 d'abril de 2007, i a més a més, de vuit països observadors, i altres en procés d'aprovació. Els països membres actuals són: Afganistan, Bangladesh, Bhutan, Índia, Maldives, Nepal, Pakistan i Sri Lanka.
El SAARC comprèn el 3% de l'àrea mundial, el 21% de la població i el 4,21% (US$3.67 tril·lions) de l'economia global, basat en dades de l'any 2019.
El secretariat té la seu a Kathmandu, Nepal. L'organització promou el desenvolupament econòmic i la integració regional. Van posar en marxa l'àrea de Lliure Comerç de l'Àsia meridional el 2006. El SAARC manté relacions diplomàtiques permanents a les Nacions Unides com a observador i ha desenvolupat vincles amb entitats multilaterals, inclosa la Unió Europea.

## Membres i observadors
Les dades econòmiques provenen del Fons Monetari Internacional, en data desembre de 2019, i es donen en dòlars dels EUA.

### Membres
| País       | Població      | GDP (nominal) [Milions US$, 2022] | GDP (PPP) [Milions US$, 2022] | GDP per capita (Nominal) | GDP per capita (PPP) | Taxa de creixement del PIB(2022) | Exportacions (Milions US$, 2022) | Inversió estrangera directa (Milions US$, 2022 o anterior) | Reserves de divises reserves (Milions US$, 2022 o anterior) | Pressupost de defensa (milions de dòlars EUA, 2022) | Taxa d'alfabetització (a partir de 15 anys) | Esperança de vida | Població per sota del llindar de pobresa | Matriculació a primària | Matriculació a secundària | Població desnutrida (%, 2022) | Índex de desenvolupament humà | Índex de democràcia | Índex de terrorisme global | G20 | BRICS | BIMSTEC | IORA | APTA | BBIN | SASEC | AIIB | ACU | ACD | ADB | Banc Mundial | Armes nuclears |
| ---------- | ------------- | --------------------------------- | ----------------------------- | ------------------------ | -------------------- | -------------------------------- | -------------------------------- | ---------------------------------------------------------- | ----------------------------------------------------------- | --------------------------------------------------- | ------------------------------------------- | ----------------- | ---------------------------------------- | ----------------------- | ------------------------- | ----------------------------- | ----------------------------- | ------------------- | -------------------------- | --- | ----- | ------- | ---- | ---- | ---- | ----- | ---- | --- | --- | --- | ------------ | -------------- |
| Afganistan | 40.099.462    | $18,734                           | $76,486                       | $499                     | $2,070               | 2.3%                             | $784                             | N/A                                                        | $7,800                                                      | $12,000                                             | 38.2%                                       | 63.67             | 42%                                      | N/A                     | 54%                       | 26.8%                         | 0.498 (168)                   | 2.97 (143)          | 9.233 (1)                  | ✖   | ✖     | ✖       | ✖    | ✖    | ✖    | ✖     | ✖    | ✖   | ✔   | ✔   | ✔            | ✖              |
| Bangladesh | 169.356.251   | $460,756                          | $1,360,000                    | $2,846                   | $8,679               | 8.2%                             | $52,000                          | $54,620                                                    | $45,054                                                     | $4,530                                              | 80.2%                                       | 73.10             | 24.3%                                    | 98%                     | 79%                       | 11.4%                         | 0.703 (111)                   | 5.57 (88)           | 0 (124)                    | ✖   | ✖     | ✔       | ✔    | ✔    | ✔    | ✔     | ✔    | ✔   | ✔   | ✔   | ✔            | ✖              |
| Bhutan     | 777.486       | $2,842                            | $8,195                        | $3,423                   | $9,876               | 6.4%                             | $580                             | $186                                                       | $987                                                        | $25.1                                               | 59.5%                                       | 70.20             | 12%                                      | 91%                     | 78%                       | N/A                           | 0.612 (134)                   | 5.30 (94)           | 0.305 (107)                | ✖   | ✖     | ✔       | ✖    | ✖    | ✔    | ✔     | ✖    | ✔   | ✔   | ✔   | ✔            | ✖              |
| Índia      | 1.407.563.842 | $3,049,704                        | $10,510,290                   | $2,191                   | $7,867               | 6.4%                             | $303,400                         | $367,500                                                   | $487,237                                                    | $60,580                                             | 77.7%                                       | 70.1              | 21.9%                                    | 92%                     | 75%                       | 15.2%                         | 0.645 (130)                   | 7.23 (41)           | 4.222 (11)                 | ✔   | ✔     | ✔       | ✔    | ✔    | ✔    | ✔     | ✔    | ✔   | ✔   | ✔   | ✔            | ✔              |
| Maldives   | 521.457       | $5,786                            | $8,667                        | $15,563                  | $23,312              | 6.9%                             | $256                             | $324                                                       | $722                                                        | $86.4                                               | 98.6%                                       | 77.34             | 16%                                      | N/A                     | N/A                       | 5.2%                          | 0.717 (101)                   | N/A                 | N/A                        | ✖   | ✖     | ✖       | ✖    | ✖    | ✖    | ✔     | ✔    | ✔   | ✖   | ✔   | ✔            | ✖              |
| Nepal      | 30.034.989    | $29,813                           | $94,414                       | $1,115                   | $3,585               | 6.2%                             | $819                             | $103                                                       | $9,440                                                      | $213                                                | 64.7%                                       | 70.25             | 13.4%                                    | 98%                     | 67%                       | 7.8%                          | 0.574 (149)                   | 5.18 (97)           | 4.791 (32)                 | ✖   | ✖     | ✔       | ✖    | ✖    | ✔    | ✔     | ✔    | ✔   | ✔   | ✔   | ✔            | ✖              |
| Pakistan   | 231.402.117   | $284,214                          | $1,076,258                    | $1,357                   | $5,230               | 3.3%                             | $21,940                          | $41,560                                                    | $12,784                                                     | $11,400                                             | 58%                                         | 66.48             | 24.3%                                    | 72%                     | 34%                       | 22%                           | 0.562 (150)                   | 4.17 (112)          | 10 (10)                    | ✖   | ✖     | ✖       | ✖    | ✖    | ✖    | ✖     | ✔    | ✔   | ✔   | ✔   | ✔            | ✔              |
| Sri Lanka  | 21.773.441    | $86,556                           | $304,826                      | $3,698                   | $13,114              | 3.0%                             | $10,930                          | N/A                                                        | $7,635                                                      | $2,500                                              | 93.2%                                       | 75.28             | 6.7%                                     | 94%                     | 77%                       | 22%                           | 0.770 (76)                    | 6.19 (71)           | 4.077 (42)                 | ✖   | ✖     | ✔       | ✔    | ✔    | ✖    | ✔     | ✔    | ✔   | ✔   | ✔   | ✔            | ✖              |

Els estats membres són l'Afganistan, Bangla Desh, Bhutan, l'Índia, les Maldives, el Nepal, el Pakistan i Sri Lanka.
La SAARC va ser fundada per set estats el 1985. El 2005, l'Afganistan va començar a negociar la seva adhesió a la SAARC i va sol·licitar formalment la seva adhesió el mateix any. La qüestió de l'adhesió de l'Afganistan a la SAARC va generar un gran debat a cada estat membre, inclosa la preocupació sobre la definició de la identitat del sud d'Àsia perquè l'Afganistan es considera un país de l'Àsia central, mentre que no és acceptat com a país de l'Orient Mitjà, ni com a país de l'Àsia central, o com a part del subcontinent indi, a part d'estar només a una part del sud d'Àsia.
Els estats membres de la SAARC van imposar una estipulació perquè l'Afganistan celebrés eleccions generals ; les eleccions no partidistes es van celebrar a finals de 2005. Malgrat les reticències inicials i els debats interns, l'Afganistan es va unir a la SAARC com el seu vuitè estat membre l'abril de 2007.

## Estats observadors
A més l'organització compta amb els següents estats observadors:
- Argentina[18]
- Austràlia
- Myanmar o Birmània
- R.P. de la Xina
- Unió Europea
- Iran
- Japó[19]
- Macau[20]
- Corea del Sud
- Estats Units[21][22]

El 2 d'agost de 2006, els ministres d'Afers Exteriors dels països SAARC van acordar en principi atorgar l'estatus d'observador a tres sol·licitants; Estats Units i Corea del Sud (ambdues van fer sol·licituds l'abril del 2006), així com la Unió Europea (qui va fer-ne la sol·licitud el juliol del 2006). El 4 de març de 2007, l'Iran va sol·licitar l'estatus d'observador, seguit en breu per Maurici.

### Potencials futurs membres
Myanmar ha expressat el seu interès a millorar el seu estatus d'observador a membre de ple dret del SAARC. Xina ha sol·licitat unir-se a SAARC. Rússia ha sol·licitat també la seva entrada a l'estatus d'observador a SAARC. Turquia va sol·licitar la pertinença a l'estatus d'observador de SAARC el 2012. Sud-àfrica ha participat en reunions.

## Secretaris generals de la SAARC
| #  | Nom                     | País       | Data d'inici del mandat | Data de fi del mandat |
| -- | ----------------------- | ---------- | ----------------------- | --------------------- |
| 1  | Abul Ahsan              | Bangladesh | 16 gener 1985           | 15 octubre 1989       |
| 2  | Kant Kishore Bhargava   | India      | 17 octubre 1989         | 31 desembre 1991      |
| 3  | Ibrahim Hussein Zaki    | Maldives   | 1 gener 1992            | 31 desembre 1993      |
| 4  | Yadav Kant Silwal       | Nepal      | 1 gener 1994            | 31 desembre 1995      |
| 5  | Naeem U. Hasan          | Pakistan   | 1 gener 1996            | 31 desembre 1998      |
| 6  | Nihal Rodrigo           | Sri Lanka  | 1 gener 1999            | 10 gener 2002         |
| 7  | Q. A. M. A. Rahim       | Bangladesh | 11 gener 2002           | 28 febrer 2005        |
| 8  | Chenkyab Dorji          | Bhutan     | 1 març 2005             | 29 febrer 2008        |
| 9  | Sheel Kant Sharma       | India      | 1 març 2008             | 28 febrer 2011        |
| 10 | Fathimath Dhiyana Saeed | Maldives   | 1 març 2011             | 11 March 2012         |
| 11 | Ahmed Saleem            | Maldives   | 12 març 2012            | 28 febrer 2014        |
| 12 | Arjun Bahadur Thapa     | Nepal      | 1 març 2014             | 28 febrer 2017        |
| 13 | Amjad Hussain B. Sial   | Pakistan   | 1 març 2017             | 29 febrer 2020        |
| 14 | Esala Ruwan Weerakoon   | Sri Lanka  | 1 març 2020             | Actual                |

## Cimeres de la SAARC
| Núm. | Data                | País       | Ciutat    | Líder amfitrió                |
| ---- | ------------------- | ---------- | --------- | ----------------------------- |
| 1a   | 7–8 desembre 1985   | Bangladesh | Dhaka     | Ataur Rahman Khan             |
| 2a   | 16–17 novembre 1986 | Índia      | Bengaluru | Rajiv Gandhi                  |
| 3a   | 2–4 novembre 1987   | Nepal      | Kathmandu | King Birendra Bir Bikram Shah |
| 4a   | 29–31 desembre 1988 | Pakistan   | Islamabad | Benazir Bhutto                |
| 5a   | 21–23 novembre 1990 | Maldives   | Malé      | Maumoon Abdul Gayoom          |
| 6a   | 21 desembre 1991    | Sri Lanka  | Colombo   | Ranasinghe Premadasa          |
| 7a   | 10–11 abril 1993    | Bangladesh | Dhaka     | Khaleda Zia                   |
| 8a   | 2–4 maig 1995       | Índia      | New Delhi | P V Narasimha Rao             |
| 9a   | 12–14 maig 1997     | Maldives   | Malé      | Maumoon Abdul Gayoom          |
| 10a  | 29–31 juliol 1998   | Sri Lanka  | Colombo   | Chandrika Kumaratunga         |
| 11a  | 4–6 gener 2002      | Nepal      | Kathmandu | Sher Bahadur Deuba            |
| 12th | 2–6 gener 2004      | Pakistan   | Islamabad | Zafarullah Khan Jamali        |
| 13th | 12–13 novembre 2005 | Bangladesh | Dhaka     | Khaleda Zia                   |
| 14th | 3–4 abril 2007      | Índia      | New Delhi | Manmohan Singh                |
| 15th | 1–3 agost 2008      | Sri Lanka  | Colombo   | Mahinda Rajapaksa             |
| 16th | 28–29 abril 2010    | Bhutan     | Thimphu   | Jigme Thinley                 |
| 17a  | 10–11 November 2011 | Maldives   | Addu      | Mohammed Nasheed              |
| 18a  | 26–27 novembre 2014 | Nepal      | Kathmandu | Sushil Koirala                |
| 19a  | 15–16 novembre 2016 | Pakistan   | Islamabad | cancel·lada                   |
| 20a  | 2020                | N/A        | N/A       | N/A                           |